# Horná Breznica
Horná Breznica – wieś (obec) na Słowacji, w kraju trenczyńskim, w powiecie Púchov.